# Neocallichirus scotti
Neocallichirus scotti is een tienpotigensoort uit de familie van de Callianassidae. De wetenschappelijke naam van de soort is voor het eerst geldig gepubliceerd in 1913 door Brown en Pilsbry. Callianassa rathbunae Glaessner, 1929, Callianassa crassimana Rathbun, 1919, Callianassa miocenica Rathbun, 1919, en Callianassa vaughni Rathbun, 1919 zijn synoniemen.